# Куадра, Педро Лучио
Педро Лучио Куадра (исп. Pedro Lucio Cuadra; 1840, Сантьяго — 24 апреля 1894, там же) — чилийский политический и государственный деятель, инженер, географ, педагог, банкир
, сенатор.

## Биография
В 1859 году закончил гуманитарный и инженерный факультеты Чилийском университета, получил специальность географа и горного инженера, занимался созданием топографической и геологической карт Чили. Написал книгу «Физическая и политическая география Чили». Позже опубликовал работы «Высыхание Лас-Вегаса в Чили», «Очерк географии Чили», «Физическая география Чили» и другие.
С 1864 года — профессор механики и управления машинами, а через четыре года — математического факультета альма матер. Работал управляющим Banco Garantizador de Valores.
Член Либеральной партии Чили. Избирался депутатом Палаты депутатов Чили (1870—1873, 1876—1879, 1879—1882). В 1882—1888 и 1888—1894 годах — сенатор Чили.
С 1882 по 1884 год занимал пост министра финансов Чили.
Министр юстиции, культов и народного просвещения с 18 сентября по 30 ноября 1886 г. В 1887 году работал министром юстиции и народного просвещения. Министр внутренних дел Чили в 1888 году.